# Majid Kalakani
Abdul Majid Kalakani (1939 em Kalakan - 8 de junho de 1980) também conhecido como Majid Agha foi um líder maoísta que fundou a Organização para a Libertação do Afeganistão  .
Nasceu na vila de Kalakan na Planície de Shomali, ao norte de Cabul.
Em 1945, seu pai e avô foram presos e executados pelo regime de Mohammad Hashim Khan. 
Na década de 1960, tornou-se um militante da Shola-e Javid, uma organização maoísta.
Em 1978, Kalakani fundou a Organização para a Libertação do Afeganistão e passou a se opor ao regime pro-soviético do Partido Democrático do Povo do Afeganistão (PDPA).
Participou da luta armada contra tropas soviéticas no Afeganistão .
Em 27 de fevereiro de 1980, foi preso nas proximidades de Cabul, em decorrência de sua participação no Levante de 3 de Hoot (22 de fevereiro), contra o ingresso de tropas soviéticas no país, e foi executado, em 8 de junho de 1980 .